# Fred Schneider
Frederick William "Fred" Schneider III (nascut l'1 de juliol de 1951) és un cantant nord-americà, conegut sobretot per ser el líder i membre fundador del grup de rock The B-52's. Schneider és conegut per la seva manera característica de cantar, anomenada sprechgesang, que va desenvolupar recitant poesia sobre música de guitarra.

## Primers anys
Schneider va néixer a Newark, Nova Jersey. Ha declarat que les seves influències musicals van ser "les cançons de Halloween i nadales esbojarrades" juntament amb "Motown". Va anar a estudiar a la Universitat de Geòrgia a Athens, primer enginyeria forestal, i després periodisme. A la universitat, va escriure un llibre de poesia com a treball d'una assignatura. Després plegar de la universitat sense graduar-se, es va quedar a Athens, on va fer de conserge, i de repartidor de menjar.
Els primers assajos dels B-52's es feien al restaurant vegetarià on Fred treballava de cambrer, que havia estat una funerària.

## Projectes musicals
A part de ser líder dels B-52's, Fred Schneider ha publicat dos àlbums en solitari. Actualment, està treballant en un projecte paral·lel anomenat The Superions. El grup va treure un EP i l'àlbum Destination... Christmas! el 2010 i el febrer de 2011 van començar a treballar en un àlbum complet.
- Fred Schneider & the Shake Society (1984, reeditat el 1991)
- Just Fred (1996).
- The Superions (2010)
- Destination... Christmas! (2010)
- Batbaby (2011)
- "Konnichiwa" (2014)

## Ràdio
Fins a finals de 2008 Schneider va presentar un programa de ràdio anomenat Party Out of Bounds que s'emetia els divendres a la nit, de 9 a 12 del matí (hora de Nova York) a Sirius 33 First Wave. Al programa, Schneider posava una selecció de cançons dance de l'època de la new wave, remescles i rareses, combinada amb els seus acudits i anècdotes.

## Vida personal
El juliol de 2012, Schneider vivia a Long Island, Nova York.
Schneider va explicar la seva experiència de declarar-se homosexual a la seva mare en un programa de ràdio el 2010. Va explicar que la seva mare sempre sabia més del seu fill que no pas ell mateix, i va dir que va sortir de l'armari mentre ella passava l'aspirador. La seva mare va contestar amb "Ah, ja ho sé, Freddie" i va continuar aspirant sense perdre pistonada. Schneider va dir que la seva reacció fou: "és com, bé, d'acord. Doncs me'n torno a fora i em fumo alguna cosa".
És vegetarià de tota la vida, i va aparèixer en una campanya d'anuncis de la PETA demanant a la gent que no mengés llagosta.